# Ikorta
Ikorta (georgisch იკორთა, ossetisch Икъорта) ist ein Dorf in Georgien. Es gehört nach georgischer Jurisdiktion zur Munizipalität Gori der Region Innerkartlien, de facto zum Rajon Zchinwali der international nur von einigen Staaten anerkannten Republik Südossetien.
Ikorta liegt gut 15 Kilometer Luftlinie südöstlich der Stadt Zchinwali. Der Ort besteht aus zwei Teilen: Der größere liegt in der Ebene bei etwa 750 m über dem Meeresspiegel (georgisch Semo Ikorta, „Unter-Ikorta“), ein bedeutend kleinerer etwa 7 Kilometer nördlich auf gut 1000 m Höhe (georgisch Kwemo Ikorta, „Ober-Ikorta“). Dort befindet sich die mittelalterliche Ikorta-Kirche.
Im Mittelalter war Ikorta eine Residenz der herzoglichen Familie von Ksani (Ksnis Eristawi, georgisch ქსნის ერისთავი).